# Familia Mitchell împotriva roboților
Familia Mitchell împotriva roboților (în engleză The Mitchells vs. the Machines) este un film american 3D de animație din 2021 regizat de Mike Rianda (în debutul său regizoral) și co-regizat de Jeff Rowe.

## Prezentare
Katie Mitchell este acceptată la facultatea la care visa să studieze. Tatăl ei decide în ultima clipă ca fiica lui să nu plece cu avionul, ci să fie dusă cu mașina de întreaga familie. Călatoria ar trebui să fie distractivă și să facă despărțirea de Katie mai ușoară. Pe drum, însă, familia se trezește în mijlocul unei "răscoale a roboților". Cei patru Mitchell vor trebui să gândească și să acționeze inteligent și coordonat pentru a salva lumea de tehnologia care pare că a luat-o razna.

## Distribuție
Au interpretat:
- Danny McBride - Rick Mitchell
- Maya Rudolph - Linda Mitchell
- Olivia Colman - Pal
- Eric André - Mark Bowman
- Abbi Jacobson - Katie Mitchell
- Michael Rianda - Aaron Mitchell
- Blake Griffin